# Lech Molewski

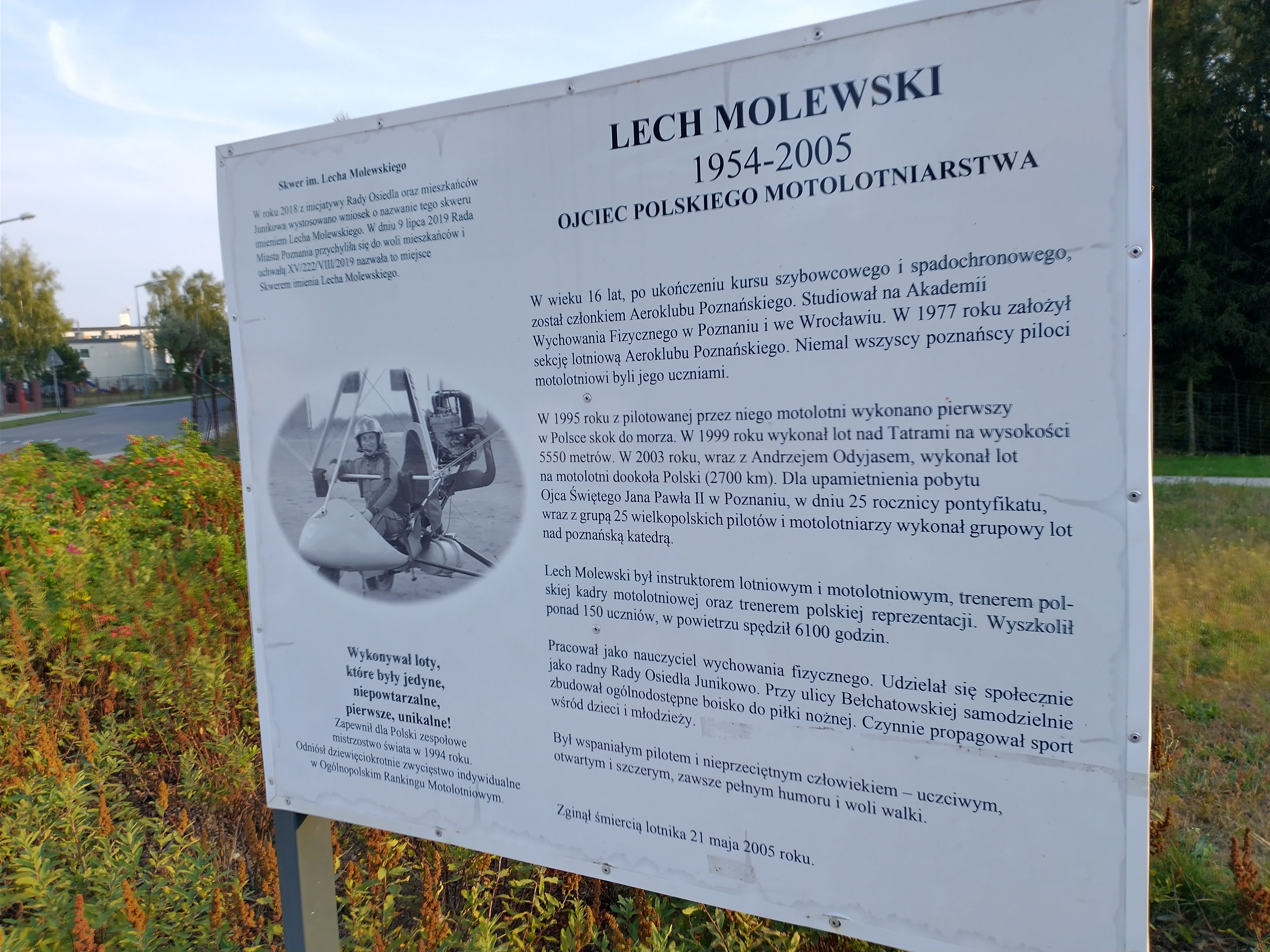
Tablica na Skwerze Lecha Molewskiego w Poznaniu

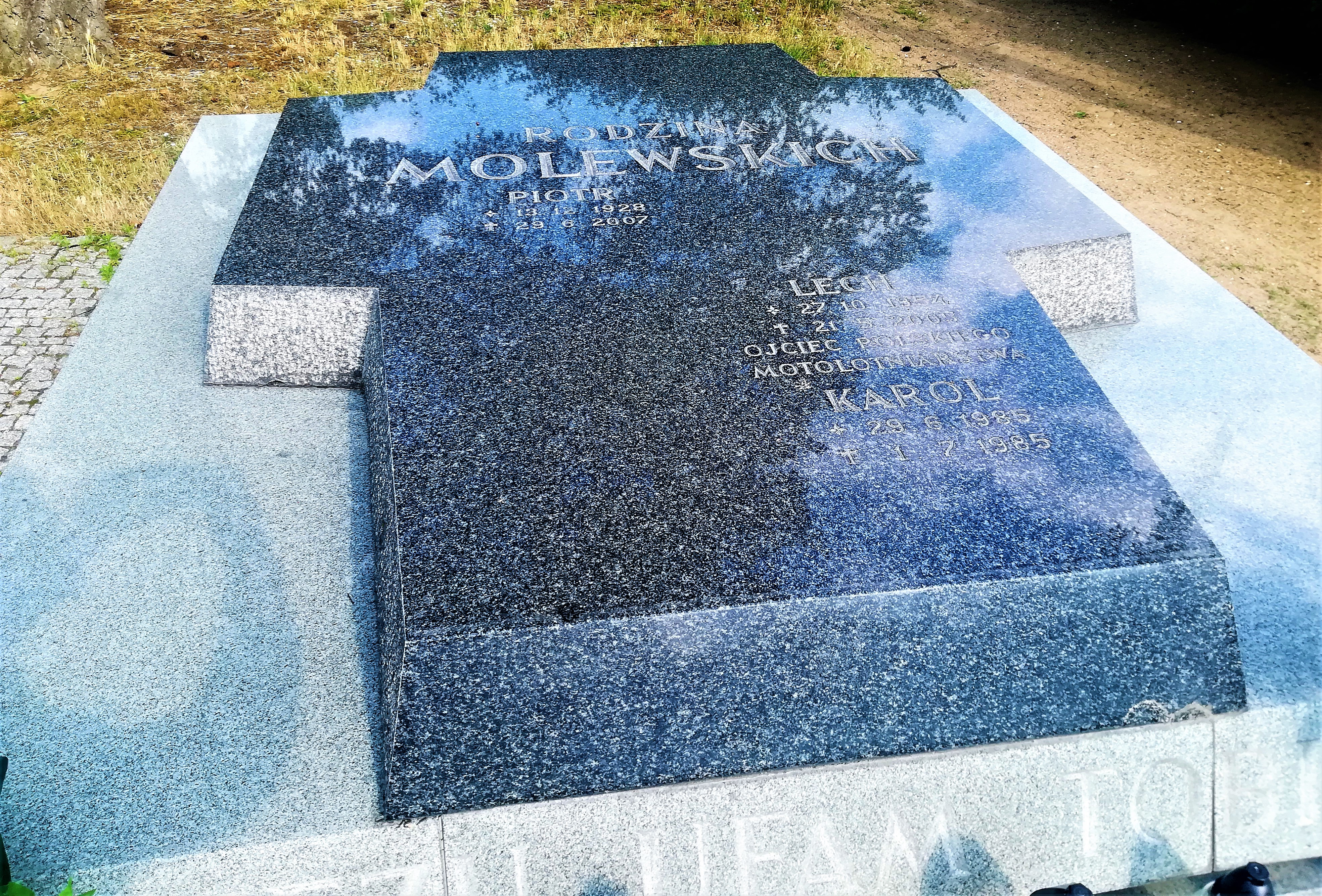
Grób na cmentarzu junikowskim

Lech Molewski (ur. 27 października 1954, zm. 21 maja 2005 w Janikowie) – polski motolotniarz, trener lotniowy i motolotniowy, trener polskiej kadry motolotniowej oraz trener polskiej reprezentacji motolotniowej, nauczyciel wychowania fizycznego, radny poznańskiego osiedla Junikowo. 

## Życiorys
W wieku 16 lat (1970) ukończył kurs szybowcowy i spadochronowy, oraz został członkiem Aeroklubu Poznańskiego. Studiował na Akademii Wychowania Fizycznego w Poznaniu i Wrocławiu. W 1977 założył Sekcję Lotniową Aeroklubu Poznańskiego, której nazwa zmieniła się w 1994 na ULM (Ultra Light Machines). Wielu poznańskich pilotów było uczniami Lecha Molewskiego i członkami sekcji, której wiele lat przewodniczył, stąd skrót ULM był często żartobliwie rozszyfrowywany jako Uczniowie Lecha Molewskiego. Wyszkolił ponad 150 uczniów. 
Brał udział w Mikrolotowych Mistrzostwach Europy (1–8.IX.1991r., Baji, Węgry, 17 miejsce) i IV Mikrolotowych Mistrzostwach Europy (21–29.VIII.1993r., Hodkovice, Czechy, 6 miejsce w klasie WTS z M.Lecińskim). W 1994 wywalczył wraz z kolegami Zespołowe Motolotniowe Mistrzostwo Świata. W 1995 pilotował motolotnię, z której wykonano pierwszy polski skok spadochronowy do morza Bałtyckiego (Bagicz). Startował także w VI Mikrolotowych Mistrzostwach Świata (2–10.VIII.1996r., Cato Ridge, RPA, klasa WTS, wycofanie w wyniku awarii, 22 miejsce z M.Nowaczyńskim) i IX Mikrolotowych Mistrzostwach Świata (23-31.VIII.2003r., Long Marston, Wielka Brytania, klasa WL-1, 14 miejsce. W 1999 wykonał pierwszy lot motolotniowy nad Tatrami na wysokości 5550 metrów. W 2003 odbył pionierski lot motolotniowy dookoła Polski wraz z Andrzejem Odyjasem. Pokonali wówczas około 2700 km. 
Dla upamiętnienia pobytu Jana Pawła II w Poznaniu, w dniu 25 rocznicy pontyfikatu Papieża (2003), wraz grupą 25 wielkopolskich pilotów ULM i motolotniarzy wykonał grupowy lot nad poznańską katedrą. 
Łącznie wylatał 6100 godzin. Dziewięć razy zwyciężył w Ogólnopolskim Rankingu Motolotniowym. Zginął 21 maja 2005 w wypadku lotniczym w okolicach Janikowa. 
Był propagatorem sportu wśród dzieci i młodzieży. Jako radny Osiedla Junikowo był inicjatorem budowy boiska przy ul. Bełchatowskiej w Poznaniu. 
W 1989 otrzymał Odznakę Zasłużonego Działacza Lotnictwa Sportowego.

## Rekordy
Ustanowił następujące rekordy Polski:
- 26 lipca 1995 - wysokości absolutnej w klasie R1-WTS  (4670 m, z B. Dzieciaszkiem, pierwszy oficjalny mikrolotowy rekord Polski),
- 16 sierpnia 1995 - czas na wysokości 3000 m w klasie R1-WSC (12 minut i 27 sekund),
- 6 i 23 sierpnia 1995 - czas na wysokości 3000 m w klasie R1-WTS (17min. 10sek. poprawione na 16min. 19sek., z A. Słupińską) - lepszy od aktualnego rekordu świata ustawionego przez załogę brytyjską w 1993r. (17min. 2sek.)
- 11 października 1995 - wysokości absolutnej w klasie R1-WSC (6297 m),
- 8 stycznia 2005 - wysokości absolutnej w klasie R1-WL-2 (5027 m, z D. Kandulskim).

## Upamiętnienie
W 2019 jego imieniem nazwano skwer na Junikowie w Poznaniu przy ul. Michała Wołodyjowskiego.